# San Martín de Lodón
San Martín de Lodón (Samartín de L.lodón en asturiano y oficialmente) es una aldea y una parroquia del concejo asturiano de Belmonte de Miranda, en España.
Tiene una superficie de 8,38 km², en la que habitan un total de 164 personas (INE 2020), repartidas entre las poblaciones de Fontoria (Fontouria), Longoria (L.longoria), Oviñana (Ouviñana), San Cristóbal, San Martín de Lodón (Samartín), Villanueva y Casa la Abuela (La Buela).
La aldea de San Martín está a unos 10 kilómetros de Belmonte, la capital del concejo. Se encuentra a unos 90 metros sobre el nivel del mar. En ella habitan 18 personas (2011).